# Neurite
Neurite ou nevrite é uma lesão inflamatória ou degenerativa dos nervos, da qual decorre paralisia. Compromete a atividade no sistema nervoso.
- Mononeurite: atinge apenas um nervo.
- Polineurite: vários nervos simultaneamente